# Cathédrale Saint-Jean-Baptiste de Savannah
Cette  cathédrale n’est pas la seule cathédrale Saint-Jean-Baptiste.
La cathédrale basilique Saint-Jean-Baptiste (en anglais : Cathedral Basilica of St. John the Baptist) est l'église-mère du diocèse de Savannah en Géorgie (États-Unis). Cette petite cathédrale catholique, dédiée à saint Jean-Baptiste, se trouve dans le centre-ville de Savannah, 222 East Harris Street.

## Historique
La charte coloniale (en) interdit aux colons catholiques de s'installer à Savannah, prenant le prétexte d'une éventuelle influence des catholiques de Floride appartenant alors à l'Espagne. Cette interdiction tombe après la guerre d'indépendance des États-Unis. Ce sont des Français émigrés, dont un certain nombre fuient Haïti, qui fondent la première paroisse catholique en 1799 dédiée à saint Jean-Baptiste. Une deuxième église est consacrée en 1839 à cause de l'afflux de nouvelles populations catholiques. Elle dépendait alors du diocèse de Charleston. Elle devient cathédrale en 1850, lorsque Pie IX érige le nouveau diocèse de Savannah.

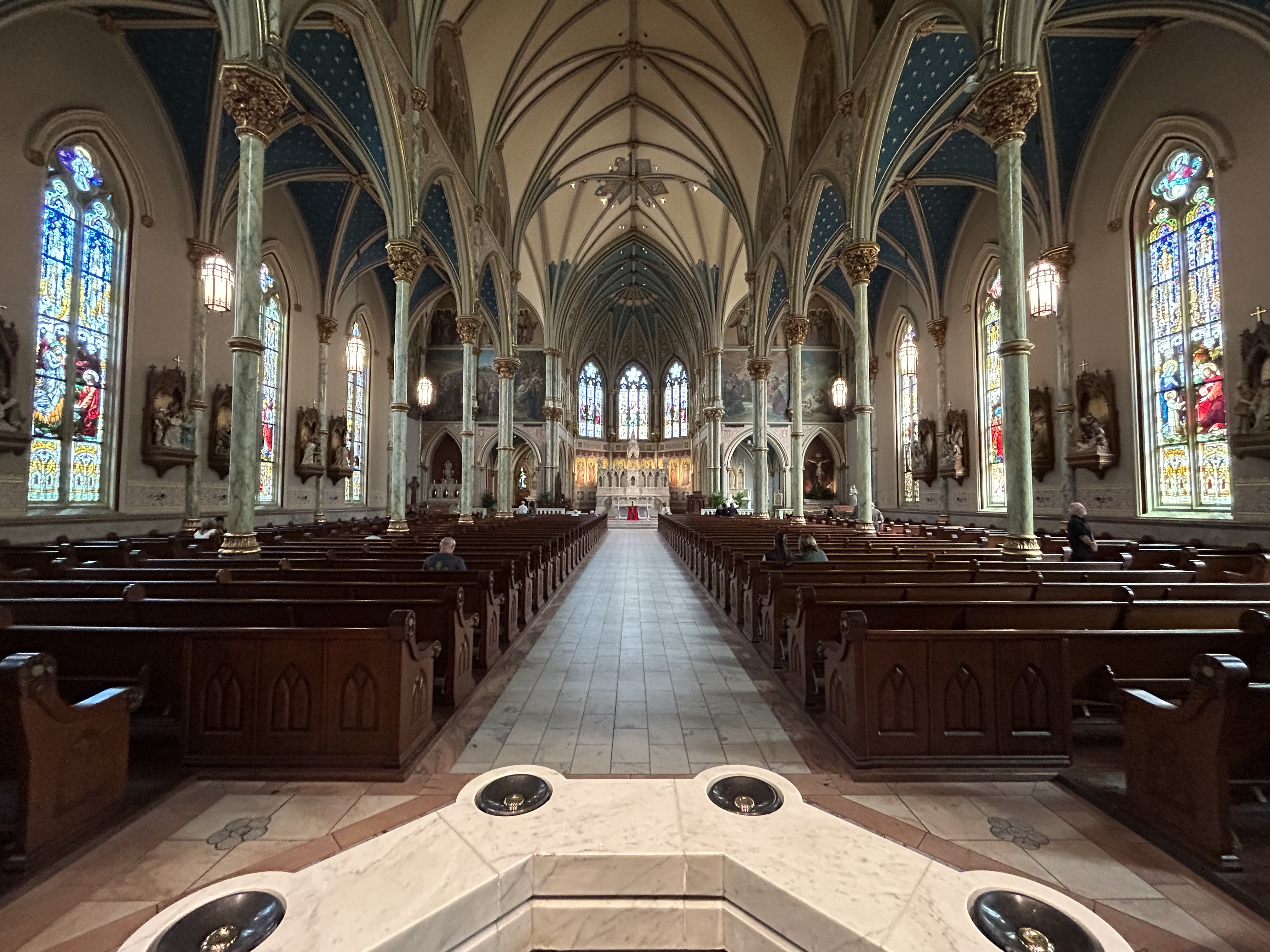
L'intérieur.

La cathédrale basilique Saint-Jean-Baptiste actuelle est construite en 1873 dans le style néogothique inspiré des églises gothiques françaises, et consacrée en 1876. Elle se trouve à un autre endroit que la première cathédrale et reçoit le nom (qu'elle conserve pendant dix ans) de « Notre-Dame-du-Perpétuel-Secours ». Les flèches couronnant les tours jumelles sont ajoutées en 1896. L'édifice est gravement endommagé par un incendie en 1898 et entièrement restauré en 1899. Les vitraux datant de 1904, proviennent d'Innsbruck au Tyrol. La cathédrale est solennellement consacrée en 1920.
L'ancien maître-autel est remplacé en 1984-1985 pour satisfaire aux nouvelles normes post-conciliaires.
La cathédrale est restaurée en 1998-2000.

## Note
1. ↑  C'est alors la seule église catholique de la ville

### Articles liés
- Liste des cathédrales des États-Unis
- Église catholique aux États-Unis